# Església de Sant Oleguer
L'Església de Sant Oleguer és una església neoromànica la ciutat de Sabadell (Vallès Occidental) catalogada a l'Inventari del Patrimoni Arquitectònic de Catalunya. L'Església de Sant Oleguer pertany al barri de Nostra Llar, grup de 334 habitatges que també va ser dissenyat per l'arquitecte Santiago Casulleras per encàrrec de les empreses Artèxtil, SA i Marcet, SA. L'accés es produeix a través d'un atri neoclàssic. El campanar és una gran torre quadrada exempta, tota de pedra. El cimbori octogonal té jàsseres de ciment armat. L'ornamentació interior és del 1961. Hi ha unes escultures de Camil Fàbregas i unes pintures a l'absis de Fidel Trias, el qual també dissenyà les vidrieres que realitzà Bonet. L'orfebreria és de Rafael i Alfons Serrahima.